# Meridiano 168 E
O meridiano 168 E é um meridiano que, partindo do Polo Norte, atravessa o Oceano Ártico, Ásia, Oceano Pacífico, Oceano Antártico, Antártida e chega ao Polo Sul. Forma um círculo máximo com o Meridiano 12 W.
Começando no Polo Norte, o meridiano 168º Este tem os seguintes cruzamentos:
| País, território ou mar | Notas |
| ----------------------- | --- |
| Oceano Ártico           | |
| Mar Siberiano Oriental  | |
| Rússia                  | Okrug Autónomo de Chukotka - Ilha Ayon e continente Krai de Kamchatka                                                           |
| Mar de Bering           | |
| Rússia                  | Krai de Kamchatka - Ilha Medny                                                                                                  |
| Oceano Pacífico         | Passa a leste do atol Kwajalein, Ilhas Marshall                                                                                 |
| Ilhas Marshall          | Atol Namu |
| Oceano Pacífico         | Passa a oeste do atol Namdrik, Ilhas Marshall · Passa a oeste da ilha Mere Lava, Vanuatu · Passa a oeste da ilha Maewo, Vanuatu |
| Vanuatu                 | Ilha Aoba (Ambae) |
| Oceano Pacífico         | Passa a oeste da Ilha de Pentecostes, Vanuatu                                                                                   |
| Vanuatu                 | Ilha Ambrym |
| Oceano Pacífico         | Passa a leste da ilha Malakula, Vanuatu · Passa a oeste da ilha Epi, Vanuatu · Passa oeste da ilha Éfaté, Vanuatu               |
| Nova Caledônia          | Ilha Maré |
| Oceano Pacífico         | Passa a oeste da Ilha Norfolk                                                                                                   |
| Nova Zelândia           | Ilha Sul |
| Estreito de Foveaux     | |
| Nova Zelândia           | Ilha Stewart |
| Oceano Pacífico         | |
| Oceano Antártico        | |
| Antártida               | Dependência de Ross, reivindicada pela Nova Zelândia                                                                            |
| Oceano Antártico        | Mar de Ross |
| Antártida               | Dependência de Ross, reivindicada pela Nova Zelândia                                                                            |